# Anchorman 2: The Legend Continues
Anchorman 2: The Legend Continues is een Amerikaanse komediefilm uit 2013 van Adam McKay met in de hoofdrollen onder meer Will Ferrell en Christina Applegate. De film is een vervolg op Anchorman: The Legend of Ron Burgundy uit 2004.

## Verhaal
Nieuwslezer Ron Burgundy (Will Ferrell) is inmiddels getrouwd met zijn liefje uit de eerste film, Veronica (Christina Applegate). Ze werken nu samen als nieuwslezers in New York, hebben een zesjarig zoontje, Walter, en Rons hondje Baxter is er ook nog bij. Op een dag kondigt de gelauwerde nieuwslezer Mack Tannen (Harrison Ford) aan dat hij met pensioen gaat en dat hij Veronica als opvolgster wil, terwijl hij de slecht presterende Ron juist wil ontslaan. Ron is woedend, verlaat zijn gezin en gaat terug naar San Diego. Aanvankelijk raakt hij in een negatieve spiraal, maar later gaat hij aan de slag voor het nieuwe kanaal Global News Network (GNN), waar hij zijn oude team (gespeeld door Paul Rudd, Steve Carell en David Koechner) weer om zich heen verzamelt. Ron legt het aan met een manager bij GNN (Linda Jackson), terwijl Veronica uitgaat met een andere man (Greg Kinnear).

## Rolverdeling
| Acteur              | Personage                             | Opmerkingen                            |
| ------------------- | ------------------------------------- | -------------------------------------- |
| Will Ferrell        | Ron Burgundy                          | nieuwslezer                            |
| Christina Applegate | Veronica Corningstone-Burgundy        | nieuwslezeres, vrouw van Ron           |
| Paul Rudd           | Brian Fantana                         | collega van Ron                        |
| Steve Carell        | Brick Tamland                         | weerman, collega van Ron               |
| David Koechner      | Champ Kind                            | collega van Ron                        |
| Meagan Good         | Linda Jackson                         | manager GNN, tevens Rons nieuwe liefde |
| James Marsden       | Jack Lime                             | journalist bij GNN, concurrent van Ron |
| Kristen Wiig        | Chani                                 | medewerkster van GNN                   |
| Vince Vaughn        | Wes Mantooth                          | oude vijand van Ron                    |
| Harrison Ford       | Mack Tannen                           | nieuwslezer in New York                |
| Fred Willard        | Edward "Ed" Harken                    |                                        |
| Chris Parnell       | Garth Holiday                         |                                        |
| Josh Lawson         | Kench Allenby                         |                                        |
| Dylan Baker         | Freddie Shapp                         |                                        |
| Greg Kinnear        | Gary                                  | Veronica's nieuwe liefde               |
| Will Smith          | presentator bij ESPN                  |                                        |
| Jim Carrey          | presentator bij CBC News              |                                        |
| Marion Cotillard    | presentator bij CBC News              |                                        |
| Sacha Baron Cohen   | presentator bij BBC News              |                                        |
| Kirsten Dunst       |                                       |                                        |
| Tina Fey            | presentator van Entertainment Tonight |                                        |
| Amy Poehler         | presentator van Entertainment Tonight |                                        |
| Liam Neeson         | presentator bij History Channel       |                                        |
| Kanye West          | journalist bij MTV News               |                                        |
| John C. Reilly      | geest van generaal Thomas Jackson     |                                        |
| Drake               | fan van Ron                           |                                        |
| Judah Nelson        | Walter                                | zoontje van Ron en Veronica            |

## Ontvangst
Na tegenvallende bezoekersaantallen elders besloot Universal Pictures aanvankelijk om de film niet in Nederland in de bioscoop uit te brengen, maar het bedrijf ging na protesten van fans overstag.